# Wilhelm von Tripolis
Wilhelm von Tripolis  (lat. Guilelmus Tripolitanus, * vor 1220; † nach 1273) war ein Predigermönch und Orientmissionar der Dominikaner, sowie Autor zweier Traktate über die muslimische Religion.

## Leben
Er stammte vermutlich aus der Champagne und ließ sich als Kleriker in Tripolis im Heiligen Land nieder. Er trat den Dominikanerpredigern bei und wirkte zunächst als Prediger und Missionar in den Kreuzfahrerstaaten. In seinem Traktat rühmt er sich später „tausend Sarazenen“ getauft zu haben, vermutlich vorwiegend muslimische Kriegsgefangene und Sklaven. Später wurde er an die Schule des Dominikanerkonvents von Akkon berufen.
Im Jahr 1239 war er als Gesandter beim Emir von Hama, al-Muzaffar Mahmud, und überbrachte im Frühjahr 1240 dem Führer des Kreuzzugs der Barone, Theobald IV. von Champagne, ein Bündnisangebot des muslimischen Emirs und die (irrtümliche) Nachricht, dass der Emir zum Christentum konvertieren wolle.
Aus seinem Werk ist zu deuten, dass er einige Zeit in Ägypten lebte und auch den Irak besucht haben könnte. 1263 begleitete er den päpstlichen Legaten Thomas Agni von Cosenza, einen dominikanischen Ordensbruder, der Bischof von Bethlehem war, zur päpstlichen Kurie nach Rom, wo dieser die Sache des Heiligen Landes vortrug.
Anschließend sammelte er als päpstlicher Nuntius in Frankreich Gelder für die zusätzliche Befestigung von Akkon und Jaffa.
1271 war er angeblich einer der beiden gelehrten Dominikaner, die Papst Gregor X. in Akkon zu Reisebegleitern (mit Legatengewalt) der Brüder Niccolò, Maffeo und Marco Polo bestellte, die zum mongolischen Großkhan reisen sollten, um diesen zum Christentum zu bekehren und als Bündnispartner gegen den Islam zu gewinnen. Sie machten aber schon in Ayas in Kleinarmenien kehrt, da eine Invasion des ägyptischen Mamlukensultans nach Nordsyrien ihre Sicherheit zu gefährden drohte.
Wilhelm hatte damals auf jeden Fall bereits mit der Abfassung seines Traktats begonnen, denn er widmete ihn Tedaldo Visconti, dem späteren Gregor X., noch vor dessen Papstwahl, doch arbeitete er am Werk auch nach dem 12. Juli 1273, wobei denkbar ist, dass er mit der Vollendung dieses Werkes dem Aufruf des Papstes vom 11. März 1273 nachkam, für das geplante Zweite Konzil von Lyon Berichte über die Muslime zu liefern. Sein Traktat De Statu Saracenorum ist eine sachkundige, im Wesentlichen von Sympathie getragene Darstellung der Geschichte und Lehre des Islams, verfasst von einem Autor, der Kenntnisse des Arabischen hatte. Wilhelm war überzeugt, dass ausreichende Konvergenz zwischen Christentum und Islam bestand, um eine friedliche Bekehrung der Muslime zu erreichen. Er vertrat die Auffassung, dass die Wiedergewinnung des Heiligen Landes durch Missionare, nicht durch Soldaten erfolgen könne.

## Werke
Er schrieb zwei Traktate über die muslimische Religion:
- Notitia de Machometo: et de libro legis qui dicitur "Alcoran" et de continentia eius et quid dicat de fide Domini nostri Iesu Christi. (1271)
- De Statu Sarracenorum: et de Machometo pseudopropheta eorum et de ipsa gente et eorum lege. (1273)

## Ausgabe
- Peter Engels: Wilhelm von Tripolis: Notitia de Machometo. De statu Sarracenorum. (Corpus Islamo-Christianum: Series Latina, 4), Echter, Würzburg 1992, ISBN 3429014751.